# National Provincial Championship
Die National Provincial Championship ist die landesweite Provinzmeisterschaft im neuseeländischen Rugby Union. Sie ist aktuell in zwei Spielklassen aufgeteilt. Es gibt den professionellen ITM Cup (früher Air New Zealand Cup), in dem der Meister ausgespielt wird, und die Amateurliga Heartland Championship. Zwischen den beiden Spielklassen gibt es derzeit keine Relegation. Es nehmen alle 26 Provinzverbände des neuseeländischen Rugbyverbandes New Zealand Rugby (NZR) teil.
Amtierender neuseeländische Meister ist Canterbury, das den ITM Cup 2010 gewann. Rekordmeister ist Auckland mit insgesamt 17 Meistertiteln.

## Geschichte
Die NPC wurde erstmals 1976 ausgetragen. Obwohl das Format der Division One bis zur Reorganisation 2006 kaum verändert worden ist, gab es in den unteren Divisionen immer wieder Veränderungen.
Die Division One bestand zu Beginn aus elf Mannschaften, sieben von der Nordinsel und vier von der Südinsel. Die übrigen Provinzen veranstalteten eine geteilte Division Two mit zwei Gruppen (Norden/Süden). Die schlechttplatzierteste Mannschaft der Division One von der Südinsel spielte gegen den Sieger der Southern Division Two um den Aufstieg bzw. gegen den Abstieg. Die schlechteste Mannschaft der Nordinsel tauschte automatisch die Division mit dem Sieger der Northern Division Two.
Das Format wurde bis 1985 beibehalten. In diesem Jahr wurde die zweigleisige Division Two durch eine eingleisige Division Two und Division Three ersetzt. Die Erstplatzierten bzw. Schlusslichter in jeder Division stiegen jedes Jahr automatisch auf oder ab. 1992 wurden drei Mannschaften der Division One in die Division Two relegiert, sodass in beiden Divisionen nun je neun Mannschaften waren. Außerdem wurde 1992 Play-offs mit Halbfinale und Finale eingeführt, um den Sieger jeder Division zu ermitteln – bis dahin kam ein reines Ligasystem zur Anwendung.
Nachdem der reine Amateursport Rugby Union nach 1995 professionell wurde, schlossen sich die Verbände von Neuseeland (NZRFU), Australien (Australian Rugby Union) und Südafrika (South African Rugby Football Union) zur SANZAR zusammen. Es wurden ein neuer internationaler Provinzwettbewerb namens Super 12 sowie das alljährliche Tri-Nations-Turnier für die drei Nationalmannschaften eingeführt. Da ein großer Teil der NPC-Saison während der Tri Nations stattfindet, spielen die neuseeländischen Nationalspieler dort nur noch eingeschränkt. Seitdem hat das Super-Rugby die NPC seiner Bedeutung überholt, da die Topspieler im Super-Rugby über die ganze Saison regulär spielen.
Die einzige Veränderung des Formats von 1992, vor 2006, erfolgte 1998, als die Anzahl der Mannschaften in jeder Division geändert wurde. Zehn waren nun in der Division One, neun in der Division Two und acht in der Division Three. Die erhöhte Anzahl von Mannschaften in der Division One bedeutete das Ende der Spieltagspause, die jede Mannschaft bis dahin einmal pro Saison erhalten hatte. In diesem Jahr wurde der automatische Relegation abgeschafft. An seine Stelle trat ein Relegationsspiel zwischen dem Gewinner der Division Two gegen den Letzten der Division One. Ab 2002 genoss der Letzte der Division One Heimrecht, jedoch wurde dies 2003 wieder geändert. Das Spiel fand von nun an beim Sieger der Division Two statt.
Die Reorganisation 2006 ersetzte den Modus mit drei Divisionen durch einen Modus mit zwei Divisionen. Der Air New Zealand Cup (heute ITM Cup) bildet dabei die höchste Spielklasse über der Heartland Championship. Dieser Modus unterscheidet sich vom geteilten Zwei-Divisionen-Modus der Jahre 1976–1984, als die Division Two in Nordinsel und Südinsel eingeteilt war. In der neuen zweiten Spielklasse sind Provinzen beider Inseln vertreten. Die Mannschaften der Heartland Championship spielen um zwei unterschiedliche Pokale. Es gibt den prestigeträchtigeren Meads Cup, benannt nach Colin Meads, und den Lochore Cup, benannt nach Brian Lochore. Des Weiteren reduzierte man die Anzahl der Teams auf 26, da die Verbände der Provinzen Marlborough und Nelson Bay sich zum Verband Tasman zusammenschlossen. Die NZRU hat bestimmt, dass es für die ersten Jahre keine Aufsteiger oder Absteiger zwischen dem Air New Zealand Cup und der Heartland Championship geben wird.

## Ranfurly Shield
In der NPC werden auch Pokalspiele um den Ranfurly Shield ausgetragen. Hierbei handelt es sich um die älteste und prestigeträchtigste Trophäe des neuseeländischen Rugbys. Der Shield-Inhaber muss in jedem Heimspiel der regulären ITM-Cup-Saison den Shield verteidigen. Falls die Auswärtsmannschaft das Spiel gewinnt, bekommt sie den Ranfurly Shield. Bei einem Unentschieden oder Sieg der Heimmannschaft hat diese die Trophäe erfolgreich verteidigt. In den Play-offs wird nicht um ihn gespielt.
Vor einer Saison muss der Shield-Inhaber auch einige Herausforderungen aus der jeweils anderen Spielklasse annehmen.

## Mannschaften
Folgende Provinzmannschaften spielen aktuell im ITM Cup:
- Auckland Rugby Football Union
- Bay of Plenty Rugby Union
- Canterbury Rugby Football Union
- Counties Manukau Rugby Union
- Hawke’s Bay Rugby Union
- Manawatu Rugby Union
- North Harbour Rugby Union
- Northland Rugby Football Union
- Otago Rugby Football Union
- Southland Rugby
- Taranaki Rugby Football Union

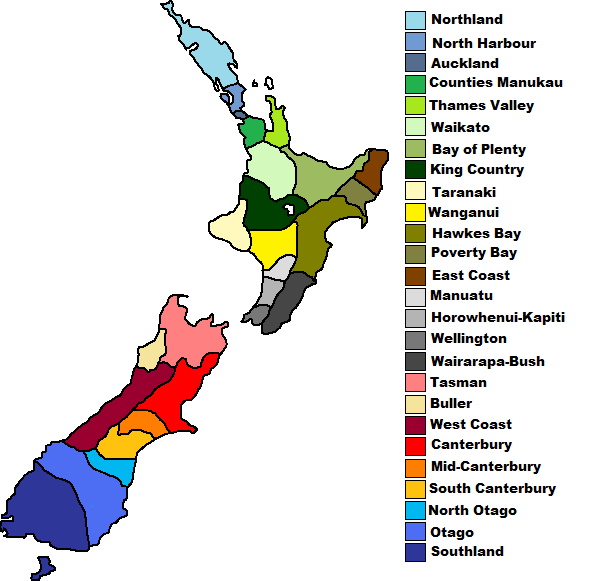
Karte der Regionalverbände und deren Mannschaften

- Tasman Rugby Union (gebildet aus den Provinzen Marlborough und Nelson Bay)
- Waikato Rugby Union
- Wellington Rugby Football Union

Folgende Provinzmannschaften spielen in der Heartland Championship:
- Buller Rugby Football Union
- East Coast Rugby Football Union
- Horowhenua-Kapiti Rugby Football Union
- King Country Rugby Football Union
- Mid Canterbury Rugby Football Union
- North Otago Rugby Football Union
- Poverty Bay Rugby Football Union
- South Canterbury Rugby Football Union
- Thames Valley Rugby Football Union
- Wairarapa Bush Rugby Football Union
- West Coast Rugby Football Union
- Wanganui Rugby Football Union

## NPC-Sieger
| Jahr | Meister                   | Sieger der 2nd Division                                     | Sieger der 2nd Division                                     |                                                             |
| Jahr | Meister                   | Nordinsel                                                   | Südinsel                                                    |                                                             |
| ---- | ------------------------- | ----------------------------------------------------------- | ----------------------------------------------------------- | ----------------------------------------------------------- |
| 1976 | Bay of Plenty             | Taranaki                                                    | South Canterbury                                            |                                                             |
| 1977 | Canterbury                | North Auckland                                              | South Canterbury                                            |                                                             |
| 1978 | Wellington                | Bay of Plenty                                               | Marlborough                                                 |                                                             |
| 1979 | Counties                  | Hawke’s Bay                                                 | Marlborough                                                 |                                                             |
| 1980 | Manawatu                  | Waikato                                                     | Mid Canterbury                                              |                                                             |
| 1981 | Wellington                | Wairarapa-Bush                                              | South Canterbury                                            |                                                             |
| 1982 | Auckland                  | Taranaki                                                    | Southland                                                   |                                                             |
| 1983 | Canterbury                | Taranaki                                                    | Mid Canterbury                                              |                                                             |
| 1984 | Auckland                  | Taranaki                                                    | Southland                                                   |                                                             |
| Jahr | Meister                   | Sieger der 2nd Division                                     | Sieger der 2nd Division                                     | Sieger der 3rd Division                                     |
| 1985 | Auckland                  | Taranaki                                                    | Taranaki                                                    | North Harbour                                               |
| 1986 | Wellington                | Waikato                                                     | Waikato                                                     | South Canterbury                                            |
| 1987 | Auckland                  | North Harbour                                               | North Harbour                                               | Poverty Bay                                                 |
| 1988 | Auckland                  | Hawke’s Bay                                                 | Hawke’s Bay                                                 | Thames Valley                                               |
| 1989 | Auckland                  | Southland                                                   | Southland                                                   | Wanganui                                                    |
| 1990 | Auckland                  | Hawke’s Bay                                                 | Hawke’s Bay                                                 | Thames Valley                                               |
| 1991 | Otago                     | King Country                                                | King Country                                                | South Canterbury                                            |
| 1992 | Waikato                   | Taranaki                                                    | Taranaki                                                    | Nelson Bays                                                 |
| 1993 | Auckland                  | Counties                                                    | Counties                                                    | Horowhenua                                                  |
| 1994 | Auckland                  | Southland                                                   | Southland                                                   | Mid Canterbury                                              |
| 1995 | Auckland                  | Taranaki                                                    | Taranaki                                                    | Thames Valley                                               |
| 1996 | Auckland                  | Southland                                                   | Southland                                                   | Wanganui                                                    |
| 1997 | Canterbury                | Northland                                                   | Northland                                                   | Marlborough                                                 |
| 1998 | Otago                     | Central Vikings                                             | Central Vikings                                             | Mid Canterbury                                              |
| 1999 | Auckland                  | Nelson Bays                                                 | Nelson Bays                                                 | East Coast                                                  |
| 2000 | Wellington                | Bay of Plenty                                               | Bay of Plenty                                               | East Coast                                                  |
| 2001 | Canterbury                | Hawke’s Bay                                                 | Hawke’s Bay                                                 | South Canterbury                                            |
| 2002 | Auckland                  | Hawke’s Bay                                                 | Hawke’s Bay                                                 | North Otago                                                 |
| 2003 | Auckland                  | Hawke’s Bay                                                 | Hawke’s Bay                                                 | Wanganui                                                    |
| 2004 | Canterbury                | Nelson Bays                                                 | Nelson Bays                                                 | Poverty Bay                                                 |
| 2005 | Auckland                  | Hawke’s Bay                                                 | Hawke’s Bay                                                 | Wairarapa-Bush                                              |
| Jahr | Meister des ANZ Cups      | Sieger des Meads Cups                                       | Sieger des Meads Cups                                       | Sieger des Lochore Cups                                     |
| 2006 | Waikato                   | Wairarapa Bush                                              | Wairarapa Bush                                              | Poverty Bay                                                 |
| 2007 | Auckland                  | North Otago                                                 | North Otago                                                 | Poverty Bay                                                 |
| 2008 | Canterbury                | Wanganui                                                    | Wanganui                                                    | Poverty Bay                                                 |
| 2009 | Canterbury                | Wanganui                                                    | Wanganui                                                    | North Otago                                                 |
| Jahr | Meister des ITM Cups      | Sieger des Meads Cups                                       | Sieger des Meads Cups                                       | Sieger des Lochore Cups                                     |
| 2010 | Canterbury                | North Otago                                                 | North Otago                                                 | Wairarapa Bush                                              |
| 2011 | Canterbury                | Wanganui                                                    | Wanganui                                                    | Poverty Bay                                                 |
| 2012 | Canterbury                | East Coast                                                  | East Coast                                                  | Buller                                                      |
| 2013 | Canterbury                | Mid Canterbury                                              | Mid Canterbury                                              | South Canterbury                                            |
| 2014 | Taranaki                  | Mid Canterbury                                              | Mid Canterbury                                              | Wanganui                                                    |
| 2015 | Canterbury                | Wanganui                                                    | Wanganui                                                    | King Country                                                |
| Jahr | Meister des Mitre 10 Cups | Sieger des Meads Cups                                       | Sieger des Meads Cups                                       | Sieger des Lochore Cups                                     |
| 2016 | Canterbury                | Wanganui                                                    | Wanganui                                                    | North Otago                                                 |
| 2017 | Canterbury                | Wanganui                                                    | Wanganui                                                    | Mid Canterbury                                              |
| 2018 | Auckland                  | Thames Valley                                               | Thames Valley                                               | Horowhenua                                                  |
| 2019 | Tasman                    | North Otago                                                 | North Otago                                                 | South Canterbury                                            |
| 2020 | Tasman                    | Aufgrund der weltweiten COVID-19-Pandemie nicht ausgetragen | Aufgrund der weltweiten COVID-19-Pandemie nicht ausgetragen | Aufgrund der weltweiten COVID-19-Pandemie nicht ausgetragen |
| 2021 | Waikato                   | South Canterbury                                            | South Canterbury                                            | Wanganui                                                    |

- Von 1976 bis 1984 gab es keine Third Division. Die Second Division war in Nord- und Südinsel eingeteilt. Von 1985 bis 2005 gab es drei Divisionen, die alle landesweit ausgetragen wurden. Seit 2006 gibt es wieder nur noch zwei Divisionen namens ITM Cup (früher Air New Zealand Cup) und Heartland Championship. Beide werden landesweit abgehalten. Die Mannschaften in der Heartland Championship bestreiten zwei unterschiedliche Meisterschaften.